# Pehr Thyselius (biskop)
Pehr Thyselius, född 6 juli 1769 i Vintrosa socken död 5 september 1838 i Strängnäs, var biskop i Strängnäs stift 1829-1838. 
Han blev student vid Uppsala universitet 1787, promoverades 1791 och blev samma år docent i litteraturhistoria. 1806 erhöll han kyrkoherdebefattningen i Österhaninge församling och 1814 kyrkoherde i Örebro församling. 1818 promoverades han till teologie doktor och blev 1828 biskop i Strängnäs stift. Som valt ombud för Strängnäs stift bevistade han riksdagen 1817-1818 och 1823 samt som biskop riksdagen 1828-1830 och riksdagen 1834-1835. Han var medlem av kyrkolagskommittén och från 1820 Vitterhetsakademin
Han var gift med Kristina Margareta Bergsten, dotter till Erik Bergsten, och far till Carl Johan Thyselius.